# Enrico Porrello
Enrico Porrello (Villarosa, 16 novembre 1896 – Caltanissetta, 1982) è stato un politico italiano.
Socialista, il 15 settembre 1944 fu nominato sindaco di Caltanissetta su indicazione del Comitato di Liberazione Nazionale, succedendo all'ultimo podestà, Mauro Tumminelli. Si dimise un anno esatto dopo, il 15 settembre 1945, a causa di contrasti sorti tra i partiti. Fu sostituito dal commissario governativo Venanzio Cucugliata.